# 2005-ös sebringi 12 órás verseny
A Sebringi 12 órás versenyt 2005. március 19-én, 53. alkalommal rendezték meg.

## Végeredmény
|            | Kategória | #  | Csapat                                      | Versenyzők                                               | Modell                      | Gumi | Körök |
| Engine     | Kategória | #  | Csapat                                      | Versenyzők                                               |                             | Gumi | Körök |
| ---------- | --------- | -- | ------------------------------------------- | -------------------------------------------------------- | --------------------------- | ---- | ----- |
| 1          | LMP1      | 1  | ADT Champion Racing                         | JJ Lehto Marco Werner Tom Kristensen                     | Audi R8                     | M    | 361   |
| 1          | LMP1      | 1  | ADT Champion Racing                         | JJ Lehto Marco Werner Tom Kristensen                     | Audi 3.6L Turbo V8          | M    | 361   |
| 2          | LMP1      | 2  | ADT Champion Racing                         | Emanuele Pirro Frank Biela Allan McNish                  | Audi R8                     | M    | 361   |
| 2          | LMP1      | 2  | ADT Champion Racing                         | Emanuele Pirro Frank Biela Allan McNish                  | Audi 3.6L Turbo V8          | M    | 361   |
| 3          | LMP1      | 16 | Dyson Racing                                | James Weaver Andy Wallace Butch Leitzinger               | MG-Lola EX257               | M    | 341   |
| 3          | LMP1      | 16 | Dyson Racing                                | James Weaver Andy Wallace Butch Leitzinger               | MG (AER) XP20 2.0L Turbo I4 | M    | 341   |
| 4          | GT1       | 57 | Aston Martin Racing                         | Darren Turner David Brabham Stéphane Ortelli             | Aston Martin DBR9           | M    | 338   |
| 4          | GT1       | 57 | Aston Martin Racing                         | Darren Turner David Brabham Stéphane Ortelli             | Aston Martin 6.0L V12       | M    | 338   |
| 5          | GT1       | 3  | Corvette Racing                             | Ron Fellows Johnny O'Connell Max Papis                   | Chevrolet Corvette C6.R     | M    | 337   |
| 5          | GT1       | 3  | Corvette Racing                             | Ron Fellows Johnny O'Connell Max Papis                   | Chevrolet 7.0L V8           | M    | 337   |
| 6          | GT1       | 4  | Corvette Racing                             | Oliver Gavin Olivier Beretta Jan Magnussen               | Chevrolet Corvette C6.R     | M    | 323   |
| 6          | GT1       | 4  | Corvette Racing                             | Oliver Gavin Olivier Beretta Jan Magnussen               | Chevrolet 7.0L V8           | M    | 323   |
| 7          | GT2       | 31 | Petersen Motorsports White Lightning Racing | Lucas Luhr Jörg Bergmeister Patrick Long                 | Porsche 911 GT3-RSR         | M    | 321   |
| 7          | GT2       | 31 | Petersen Motorsports White Lightning Racing | Lucas Luhr Jörg Bergmeister Patrick Long                 | Porsche 3.6L Flat-6         | M    | 321   |
| 8          | GT1       | 63 | ACEMCO Motorsports                          | Johnny Mowlem Terry Borcheller Ralf Kelleners            | Saleen S7-R                 | M    | 318   |
| 8          | GT1       | 63 | ACEMCO Motorsports                          | Johnny Mowlem Terry Borcheller Ralf Kelleners            | Ford 7.0L V8                | M    | 318   |
| 9          | GT1       | 35 | Maserati Corse                              | Andrea Bertolini Fabio Babini Fabrizio de Simone         | Maserati MC12               | P    | 316   |
| 9          | GT1       | 35 | Maserati Corse                              | Andrea Bertolini Fabio Babini Fabrizio de Simone         | Maserati 6.0L V12           | P    | 316   |
| 10         | GT1       | 5  | Pacific Coast Motorsports                   | Ryan Dalziel Alex Figge Dave Empringham                  | Chevrolet Corvette C5-R     | Y    | 315   |
| 10         | GT1       | 5  | Pacific Coast Motorsports                   | Ryan Dalziel Alex Figge Dave Empringham                  | Chevrolet 7.0L V8           | Y    | 315   |
| 11         | GT2       | 79 | J3 Racing                                   | Tim Sugden Niclas Jönsson                                | Porsche 911 GT3-RSR         | P    | 314   |
| 11         | GT2       | 79 | J3 Racing                                   | Tim Sugden Niclas Jönsson                                | Porsche 3.6L Flat-6         | P    | 314   |
| 12         | LMP2      | 10 | Miracle Motorsports                         | Jeff Bucknum Chris McMurry Ian James                     | Courage C65                 | K    | 311   |
| 12         | LMP2      | 10 | Miracle Motorsports                         | Jeff Bucknum Chris McMurry Ian James                     | AER P07 2.0L Turbo I4       | K    | 311   |
| 13         | GT2       | 45 | Flying Lizard Motorsports                   | Jon Fogarty Johannes van Overbeek Darren Law             | Porsche 911 GT3-RSR         | M    | 311   |
| 13         | GT2       | 45 | Flying Lizard Motorsports                   | Jon Fogarty Johannes van Overbeek Darren Law             | Porsche 3.6L Flat-6         | M    | 311   |
| 14         | GT1       | 71 | Carsport America                            | Jean-Philippe Belloc Michele Rugolo Tom Weickardt        | Dodge Viper GTS-R           | P    | 310   |
| 14         | GT1       | 71 | Carsport America                            | Jean-Philippe Belloc Michele Rugolo Tom Weickardt        | Dodge 8.0L V10              | P    | 310   |
| 15         | GT1       | 58 | Aston Martin Racing                         | Peter Kox Pedro Lamy Stephane Sarrazin                   | Aston Martin DBR9           | M    | 303   |
| 15         | GT1       | 58 | Aston Martin Racing                         | Peter Kox Pedro Lamy Stephane Sarrazin                   | Aston Martin 6.0L V12       | M    | 303   |
| 16         | GT2       | 66 | The Racer's Group (TRG)                     | Tracy Krohn Michael Cawley Marc Sluszny                  | Porsche 911 GT3-RSR         | M    | 297   |
| 16         | GT2       | 66 | The Racer's Group (TRG)                     | Tracy Krohn Michael Cawley Marc Sluszny                  | Porsche 3.6L Flat-6         | M    | 297   |
| 17         | GT2       | 96 | IN2 Racing                                  | Michael Vergers Juan Barazi Andrew Thompson              | Porsche 911 GT3-RSR         | D    | 278   |
| 17         | GT2       | 96 | IN2 Racing                                  | Michael Vergers Juan Barazi Andrew Thompson              | Porsche 3.6L Flat-6         | D    | 278   |
| 18         | GT2       | 34 | ZIP Racing                                  | Spencer Pumpelly Andy Lally Steven Ivankovich            | Porsche 911 GT3-R           | P    | 275   |
| 18         | GT2       | 34 | ZIP Racing                                  | Spencer Pumpelly Andy Lally Steven Ivankovich            | Porsche 3.6L Flat-6         | P    | 275   |
| 19 Kiesett | LMP1      | 20 | Dyson Racing                                | Chris Dyson Guy Smith                                    | MG-Lola EX257               | M    | 264   |
| 19 Kiesett | LMP1      | 20 | Dyson Racing                                | Chris Dyson Guy Smith                                    | MG (AER) XP20 2.0L Turbo I4 | M    | 264   |
| 20 NC      | GT2       | 51 | Panoz Motor Sports                          | Gunnar Jeanette Bryan Sellers Scott Maxwell              | Panoz Esperante GT-LM       | P    | 239   |
| 20 NC      | GT2       | 51 | Panoz Motor Sports                          | Gunnar Jeanette Bryan Sellers Scott Maxwell              | Ford (Elan) 5.0L V8         | P    | 239   |
| 21 Kiesett | LMP2      | 27 | Kruse Motorsport                            | Ian Mitchell Phillip Bennett Harold Primat               | Courage C65                 | P    | 238   |
| 21 Kiesett | LMP2      | 27 | Kruse Motorsport                            | Ian Mitchell Phillip Bennett Harold Primat               | Judd XV675 3.4L V8          | P    | 238   |
| 22 Kiesett | GT2       | 43 | BAM!                                        | Mike Rockenfeller Martin Jensen Tony Burgess             | Porsche 911 GT3-RSR         | Y    | 207   |
| 22 Kiesett | GT2       | 43 | BAM!                                        | Mike Rockenfeller Martin Jensen Tony Burgess             | Porsche 3.6L Flat-6         | Y    | 207   |
| 23 Kiesett | LMP1      | 12 | Autocon Motorsports                         | Michael Lewis Tomy Drissi Bryan Willman                  | Riley & Scott MkIIIC        | D    | 202   |
| 23 Kiesett | LMP1      | 12 | Autocon Motorsports                         | Michael Lewis Tomy Drissi Bryan Willman                  | Elan 6L8 6.0L V8            | D    | 202   |
| 24 Kiesett | LMP2      | 37 | Telesis Intersport Racing                   | Jon Field Duncan Dayton Gregor Fisken                    | Lola B05/40                 | G    | 166   |
| 24 Kiesett | LMP2      | 37 | Telesis Intersport Racing                   | Jon Field Duncan Dayton Gregor Fisken                    | AER P07 2.0L Turbo I4       | G    | 166   |
| 25 Kiesett | GT1       | 83 | Graham Nash Motorsport                      | Nigel Smith Ricky Cole Rick Sutherland                   | Saleen S7-R                 | P    | 159   |
| 25 Kiesett | GT1       | 83 | Graham Nash Motorsport                      | Nigel Smith Ricky Cole Rick Sutherland                   | Ford 7.0L V8                | P    | 159   |
| 26 Kiesett | GT2       | 41 | Team LNT                                    | Richard Dean Patrick Pearce Marc Hynes                   | TVR Tuscan T400R            | D    | 157   |
| 26 Kiesett | GT2       | 41 | Team LNT                                    | Richard Dean Patrick Pearce Marc Hynes                   | TVR Speed Six 4.0L I6       | D    | 157   |
| 27 Kiesett | GT1       | 86 | Larbre Compétition                          | Christophe Bouchut Fabrizio Gollin Sébastien Bourdais    | Ferrari 550-GTS Maranello   | M    | 155   |
| 27 Kiesett | GT1       | 86 | Larbre Compétition                          | Christophe Bouchut Fabrizio Gollin Sébastien Bourdais    | Ferrari 5.9L V12            | M    | 155   |
| 28 Kiesett | GT2       | 40 | Team LNT                                    | Jonny Kane Warren Hughes Lawrence Tomlinson              | TVR Tuscan T400R            | D    | 136   |
| 28 Kiesett | GT2       | 40 | Team LNT                                    | Jonny Kane Warren Hughes Lawrence Tomlinson              | TVR Speed Six 4.0L I4       | D    | 136   |
| 29 Kiesett | LMP1      | 88 | Rollcentre Racing                           | João Barbosa Didier Theys Michael Krumm                  | Dallara SP1                 | M    | 130   |
| 29 Kiesett | LMP1      | 88 | Rollcentre Racing                           | João Barbosa Didier Theys Michael Krumm                  | Nissan 3.6L Turbo V8        | M    | 130   |
| 30 Kiesett | GT2       | 50 | Panoz Motor Sports                          | Bill Auberlen Robin Liddell Emanuele Naspetti            | Panoz Esperante GT-LM       | P    | 121   |
| 30 Kiesett | GT2       | 50 | Panoz Motor Sports                          | Bill Auberlen Robin Liddell Emanuele Naspetti            | Ford (Elan) 5.0L V8         | P    | 121   |
| 31 Kiesett | GT2       | 48 | Spyker Squadron                             | Tom Coronel Donny Crevels Marc Goossens                  | Spyker C8 Spyder GT2-R      | D    | 121   |
| 31 Kiesett | GT2       | 48 | Spyker Squadron                             | Tom Coronel Donny Crevels Marc Goossens                  | Audi 3.8L V8                | D    | 121   |
| 32 Kiesett | GT2       | 23 | Alex Job Racing                             | Timo Bernhard Sascha Maassen Romain Dumas                | Porsche 911 GT3-RSR         | M    | 98    |
| 32 Kiesett | GT2       | 23 | Alex Job Racing                             | Timo Bernhard Sascha Maassen Romain Dumas                | Porsche 3.6L Flat-6         | M    | 98    |
| 33 Kiesett | LMP2      | 30 | Telesis Intersport Racing                   | Clint Field Liz Halliday Gareth Ridpath                  | Lola B2K/40                 | P    | 62    |
| 33 Kiesett | LMP2      | 30 | Telesis Intersport Racing                   | Clint Field Liz Halliday Gareth Ridpath                  | Judd XV675 3.4L V8          | P    | 62    |
| 34 Kiesett | GT2       | 24 | Alex Job Racing                             | Randy Pobst Ian Baas Brian Cunningham                    | Porsche 911 GT3-RSR         | M    | 62    |
| 34 Kiesett | GT2       | 24 | Alex Job Racing                             | Randy Pobst Ian Baas Brian Cunningham                    | Porsche 3.6L Flat-6         | M    | 62    |
| 35 Kiesett | GT2       | 44 | Flying Lizard Motorsports                   | Lonnie Pechnik David Murry Seth Neiman                   | Porsche 911 GT3-RSR         | M    | 46    |
| 35 Kiesett | GT2       | 44 | Flying Lizard Motorsports                   | Lonnie Pechnik David Murry Seth Neiman                   | Porsche 3.6L Flat-6         | M    | 46    |
| 36 Kiesett | GT2       | 67 | The Racer's Group (TRG)                     | Pierre Ehret Kevin Buckler Andrew Davis                  | Porsche 911 GT3-RSR         | M    | 21    |
| 36 Kiesett | GT2       | 67 | The Racer's Group (TRG)                     | Pierre Ehret Kevin Buckler Andrew Davis                  | Porsche 3.6L Flat-6         | M    | 21    |
| 37 Kiesett | GT2       | 47 | Spyker Squadron                             | Peter Van Merksteijn Frans Munsterhuis Marino Franchitti | Spyker C8 Spyder GT2-R      | D    | 18    |
| 37 Kiesett | GT2       | 47 | Spyker Squadron                             | Peter Van Merksteijn Frans Munsterhuis Marino Franchitti | Audi 3.8L V8                | D    | 18    |
| 38 Kiesett | LMP2      | 15 | Binnie Motorsports                          | William Binnie Robert Julien Adam Sharpe                 | Lola B05/40                 | P    | 11    |
| 38 Kiesett | LMP2      | 15 | Binnie Motorsports                          | William Binnie Robert Julien Adam Sharpe                 | Nicholson-McLaren 3.3L V8   | P    | 11    |